# جان‌های سلیا
جان‌های سِـلیا (اسپانیایی: Las vidas de Celia‎) یک فیلم درام اسپانیایی به کارگردانی آنتونیو چاواریاس است که در سال ۲۰۰۶ منتشر شد.

## گزیدهٔ بازیگران
- نایوا نیمری در نقش «سِـلیا»[۳]
- لوئیس تسار در نقش «میگل»[۳]
- دانیل خیمنس کاچو در نقش «آگوستین»[۲]
- شیمنا آیالا در نقش «ملانی»[۳]
- آیدا فولچ در نقش «آنخلا»[۲]
- نورا ناباس[۳]